# Палват
Палват — озеро на территории Вешкельского сельского поселения Суоярвского района Республики Карелия.

## Общие сведения
Площадь озера — 1,6 км², площадь водосборного бассейна — 112 км², располагается на высоте 121 метр над уровнем моря.
Котловина ледникового происхождения.
Форма озера лопастная. Берега озера каменисто-песчаные, местами заболоченные.
В озеро впадает река Уляеги и ручей, вытекает река Судак.
Рыба: щука, плотва, лещ, окунь.
Населённые пункты возле озера отсутствуют. Ближайший — посёлок Вохтозеро — расположен в 12 км к востоку от озера.
Код объекта в государственном водном реестре — 01040100111102000017044.

## Панорама

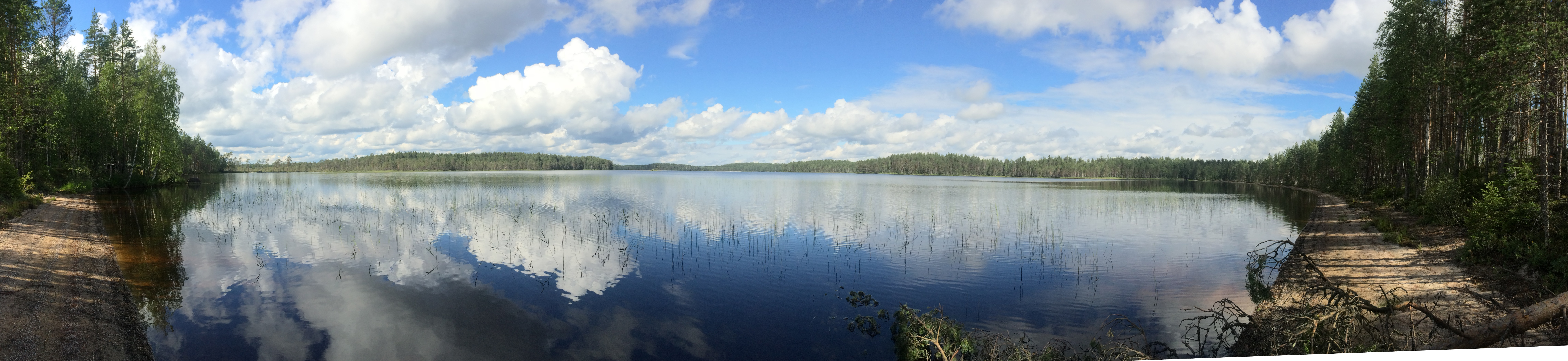
Панорама